# Gare de Carantilly - Marigny
La gare de Carantilly - Marigny est une gare ferroviaire française de la ligne de Lison à Lamballe, située sur le territoire de la commune de Carantilly, à proximité de Marigny, dans le département de la Manche en région Normandie.
Elle est mise en service en 1878 par la Compagnie des chemins de fer de l'Ouest. C'est un point d'arrêt sans personnel de la Société nationale des chemins de fer français (SNCF) desservie par des trains TER Normandie. Aucun train ne s'y arrête depuis sa fermeture annoncée par la Région Normandie en décembre 2018.

## Situation ferroviaire
Établie à 92 m d'altitude, la gare de Carantilly - Marigny est située au point kilométrique (PK) 31,774 de la ligne de Lison à Lamballe entre les gares ouvertes de Saint-Lô et de Coutances. En amont s'intercalait la gare de Canisy (fermée) et en aval la halte de Cametours et la gare de Belval (fermées).

## Histoire
Par décision ministérielle du 14 octobre 1877, la création de la station de Carantilly - Marigny et son emplacement sont déterminés sur la ligne de Saint-Lô à Lamballe, section de Saint-Lô à Coutances, de la Compagnie des chemins de fer de l'Ouest. La « station de Carantilly - Marigny » est mise en service le 30 décembre 1878, lorsque la compagnie ouvre à l'exploitation la section de Saint-Lô à Coutances. La gare est définitivement fermée le 9 décembre 2018.

## Service des voyageurs

### Accueil
Arrêt Routier  SNCF c'était un point d'arrêt non géré (PANG), équipé d'un quai avec abris.

### Desserte
Carantilly - Marigny était desservie par des trains TER Normandie qui effectuent des missions entre les gares de Coutances  et de Caen.

### Intermodalité
Le stationnement des véhicules est possible à côté de l'ancien bâtiment voyageurs..